# ダヴィド・ダッコ
ダヴィド・ダッコ（フランス語: David Dacko, 1930年3月24日 - 2003年11月20日）は、中央アフリカ共和国の政治家。同国の首相、大統領（初代・第3代）などを歴任した。

## 生涯
ムバイキ近郊に生まれる。1951年にバンギの小学校の校長になり、教育者の道を歩んでいたが、1955年、親戚のバルテレミー・ボガンダ首相に引き立てられ、黒アフリカ社会進歩運動 (MESAN) に入党し政界へと転身した。1958年、ウバンギ・シャリ植民地が中央アフリカ自治共和国となると、ダッコは内相に就任し、財相のアベル・グンバらとともにボガンダを支えた。1959年3月29日、ボガンダが飛行機事故でこの世を去ると、独立志向の強いグンバを嫌ったフランスの支援を受けて首相に就任し、1960年8月13日に中央アフリカ共和国が独立するとともに30歳で初代大統領に就任した。後に内相、経済相、商業相を兼務した。
独立後はグンバと対立し、1960年12月には MESAN の一党独裁を確立した。しかし、ダッコには国内をまとめる力はなく、汚職が横行し経済は悪化の一途をたどった。
1965年、国軍参謀総長だったダッコの従兄ジャン＝ベデル・ボカサのクーデターでダッコ政権は打倒されたが、ダッコは命を奪われることなくボカサの顧問として中央アフリカ国内にとどまっていた。
1979年、帝政を敷いたボカサの暴政を打倒すべくフランスがクーデターを仕掛けたとき、新大統領としてダッコに白羽の矢が立てられ、1979年9月21日、中央アフリカ共和国の大統領に再び就任した。しかし、ダッコはまたも国内をまとめきることができず、経済の低迷と政治の混乱に国民の不満は募っていった。
1981年、複数政党制による大統領選挙が行われ、ダッコは大統領に選ばれたがアンジュ＝フェリクス・パタセら率いる野党の猛追を受け、当選直後から反政府デモが頻発し、1981年9月1日、国軍参謀総長アンドレ・コリンバのクーデターによって、ダッコは亡命することとなった。
その後もダッコは亡命生活を送り、カメルーンの首都ヤウンデで2003年11月20日に死亡した。